# Eleccions legislatives eslovaques de 2012
Les Eleccions legislatives eslovaques de 2012 es van celebrar de manera anticipada el 10 de març de 2012 per a renovar els 150 membres del Consell Nacional d'Eslovàquia. En aquestes, els socialdemòcrates de Direcció (Smer-SD) van guanyar la majoria absoluta, derrotant l'anterior coalició governant liderada per la Unió Democràtica i Cristiana Eslovaca.

## Antecedents
El govern d'Iveta Radičová perdé la confiança del parlament l'11 d'octubre de 2011 a causa de desavinences entre els partits de la coalició governamental per l'ampliació del Fons Europeu d'Estabilitat Financera, fet que portà a la celebració d'eleccions anticipades el 10 de març de 2012, les quals foren guanyades per l'oposició socialdemòcrata amb majoria absoluta. Les eleccions es celebraren enmig d'un important escàndol de corrupció que va implicar polítics locals de centredreta.

## Resultats
|                       |                                                  |           |       |          |     |  |  |  |  |  |  |  |  |
| Partit                | Partit                                           | Vots      | %     | Escons   | +/- |  |  |  |  |  |  |  |  |
|                       | Direcció – Socialdemocràcia (Smer-SD)            | 1.134.280 | 44,42 | 83 / 150 | 21  |  |  |  |  |  |  |  |  |
|                       | Moviment Democràtic Cristià (KDH)                | 225.361   | 8,82  | 16 / 150 | 1   |  |  |  |  |  |  |  |  |
|                       | Gent Comuna i Personalitats Independents (OĽaNO) | 218.537   | 8,56  | 16 / 150 | Nou |  |  |  |  |  |  |  |  |
|                       | Most-Híd                                         | 276.088   | 6,90  | 13 / 150 | 1   |  |  |  |  |  |  |  |  |
|                       | Unió Cristiana i Democràtica Eslovaca (SDKÚ-DS)  | 155.744   | 6,10  | 11 / 150 | 17  |  |  |  |  |  |  |  |  |
|                       | Llibertat i Solidaritat (SaS)                    | 150.266   | 5,88  | 11 / 150 | 11  |  |  |  |  |  |  |  |  |
|                       | Partit Nacional Eslovac (SNS)                    | 116.240   | 4,56  | 0        | 9   |  |  |  |  |  |  |  |  |
|                       | Partit de la Coalició Hongaresa (SMK-MKP)        | 109.483   | 4,29  | 0        | =   |  |  |  |  |  |  |  |  |
|                       | 99% - Veu cívica (99%)                           | 40.488    | 1,59  | 0        | Nou |  |  |  |  |  |  |  |  |
|                       | Partit Popular La nostra Eslovàquia (L'SNS)      | 40.460    | 1,58  | 0        | =   |  |  |  |  |  |  |  |  |
|                       | Canvi des de baix (ZZ)                           | 33.155    | 1,30  | 0        | Nou |  |  |  |  |  |  |  |  |
|                       | Partit de la Llibertat d'Expressió (SSS)         | 31.159    | 1,22  | 0        | Nou |  |  |  |  |  |  |  |  |
|                       | PP–Mov. per una Eslovàquia Democràtica (ĽS-HZDS) | 23.772    | 0,93  | 0        | =   |  |  |  |  |  |  |  |  |
|                       | Partit Comunista d'Eslovàquia (KSS)              | 18.583    | 0,73  | 0        | =   |  |  |  |  |  |  |  |  |
|                       | Nació i Justícia                                 | 16.234    | 0,64  | 0        | Nou |  |  |  |  |  |  |  |  |
|                       | Partit Verd (SZ)                                 | 10.832    | 0,42  | 0        | Nou |  |  |  |  |  |  |  |  |
|                       | Llei i Justícia (PAS)                            | 10.604    | 0,42  | 0        | Nou |  |  |  |  |  |  |  |  |
|                       | Fòrum Lliure (SF)                                | 8.908     | 0,35  | 0        | Nou |  |  |  |  |  |  |  |  |
|                       | Els Verds (Z)                                    | 7.860     | 0,31  | 0        |     |  |  |  |  |  |  |  |  |
|                       | Altres                                           | 25.492    | 1,00  | 0        |     |  |  |  |  |  |  |  |  |
|                       |                                                  |           |       |          |     |  |  |  |  |  |  |  |  |
| Vots vàlids           | Vots vàlids                                      | 2.553.726 | 98,71 |          |     |  |  |  |  |  |  |  |  |
| Vots en blanc / nuls  | Vots en blanc / nuls                             | 33.472    | 1,29  |          |     |  |  |  |  |  |  |  |  |
| Total                 | Total                                            | 2.587.198 | 100   | 150      |     |  |  |  |  |  |  |  |  |
| Abstenció             | Abstenció                                        | 1.805.253 | 41,10 |          |     |  |  |  |  |  |  |  |  |
| Inscrits/Participació | Inscrits/Participació                            | 4.392.451 | 58,90 |          |     |  |  |  |  |  |  |  |  |